# Уинлок (лунный кратер)
Кратер Уинлок (лат. Winlock) — крупный древний ударный кратер в северном полушарии обратной стороне Луны. Название присвоено в честь американского астронома и математика Джозефа Уинлока (1826—1875) и утверждено Международным астрономическим союзом в 1970 г. Образование кратера относится к нектарскому периоду.

## Описание кратера

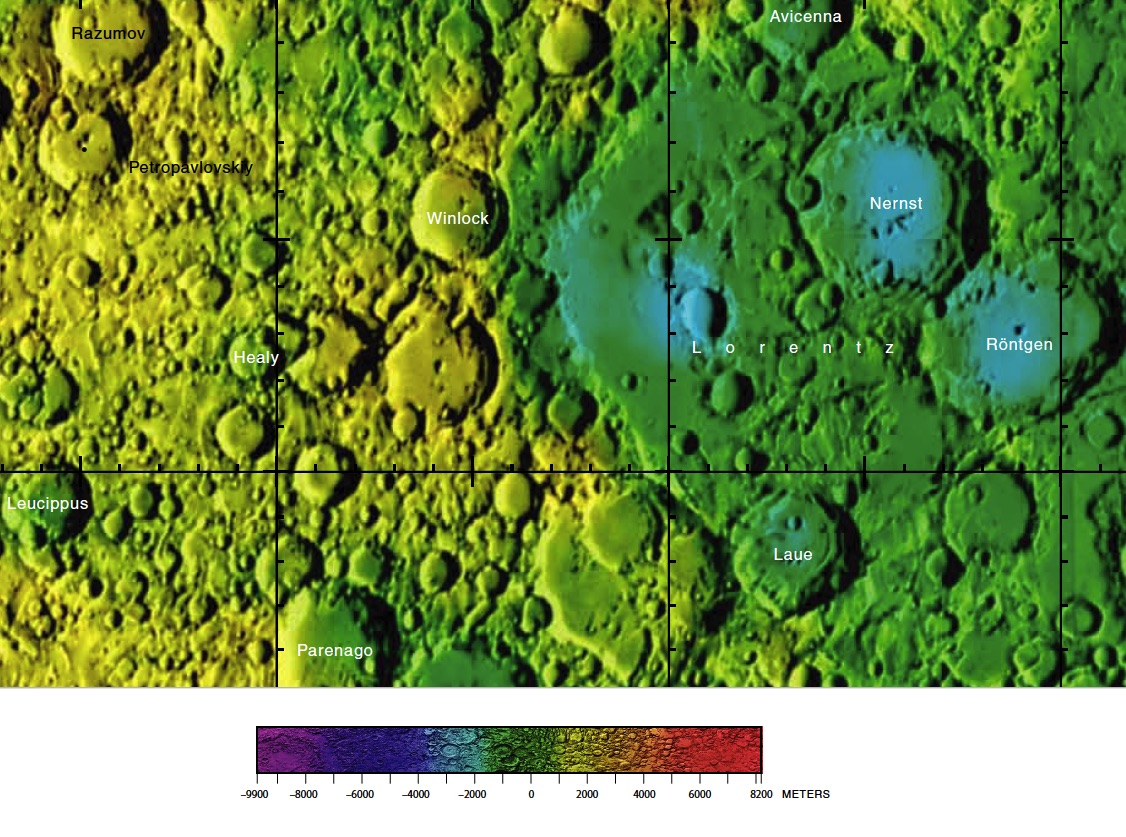
Окрестности кратера Уинлок. Фрагмент карты обратной стороны Луны.

Кратер Уинлок примыкает к западной части вала большого кратера Лоренц. Другими  его ближайшими соседями являются кратер Петропавловский на западе; кратеры Лакчини и Брегг на севере и кратер Хили на юго-западе. Селенографические координаты центра кратера 35°24′ с. ш. 105°55′ з. д. / 35,4° с. ш. 105,92° з. д., диаметр 63,9 км, глубина 2,7 км
Кратер Уинлок имеет близкую к циркулярной форму и умеренно разрушен. Вал сглажен, юго-западная и северо-восточная оконечности вала отмечены приметными чашеобразными кратерами. Внутренний склон широкий, с сглаженными остатками террасовидной структуры и следами обрушения у подножья. Высота вала над окружающей местностью достигает 1240 м, объем кратера составляет приблизительно 3500 км³. Дно чаши сравнительно ровное, вероятно выровненное лавой. В центре чаши расположен небольшой чашеобразный кратер, который по всей вероятности разрушил центральный пик. Отдельные небольшие пики сохранились на востоке-северо-востоке от упомянутого кратера.

## Сателлитные кратеры
| Уинлок | Координаты                                              | Диаметр, км |
| ------ | ------------------------------------------------------- | ----------- |
| M      | 32°02′ с. ш. 106°14′ з. д. / 32,04° с. ш. 106,23° з. д. | 65,5        |
| W      | 36°56′ с. ш. 107°51′ з. д. / 36,94° с. ш. 107,85° з. д. | 23,4        |

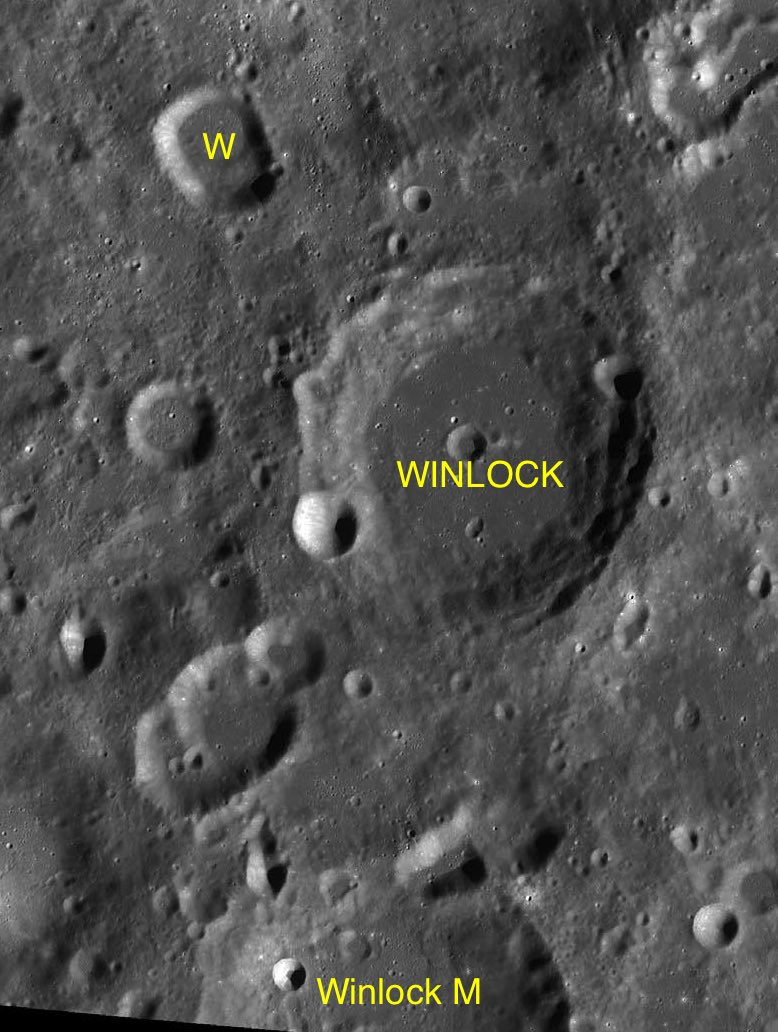
Фрагмент карты LAC-36.

- Образование сателлитного кратера Уинлок M относится к донектарскому периоду[1].

## См.также
- Список кратеров на Луне
- Лунный кратер
- Морфологический каталог кратеров Луны
- Планетная номенклатура
- Селенография
- Минералогия Луны
- Геология Луны
- Поздняя тяжёлая бомбардировка